# Pontisméno
Pontisméno (Pontismeno) är en ort i Grekland.   Den ligger i prefekturen Nomós Serrón och regionen Mellersta Makedonien, i den norra delen av landet, 400 km norr om huvudstaden Aten. Pontisméno ligger 25 meter över havet och antalet invånare är 1 666.
Terrängen runt Pontisméno är platt åt sydost, men åt nordväst är den kuperad. Terrängen runt Pontisméno sluttar söderut. Runt Pontisméno är det ganska tätbefolkat, med 52 invånare per kvadratkilometer. Närmaste större samhälle är Sidirókastro, 9,3 km öster om Pontisméno. Trakten runt Pontisméno består till största delen av jordbruksmark.